# Arquitectura eoliana

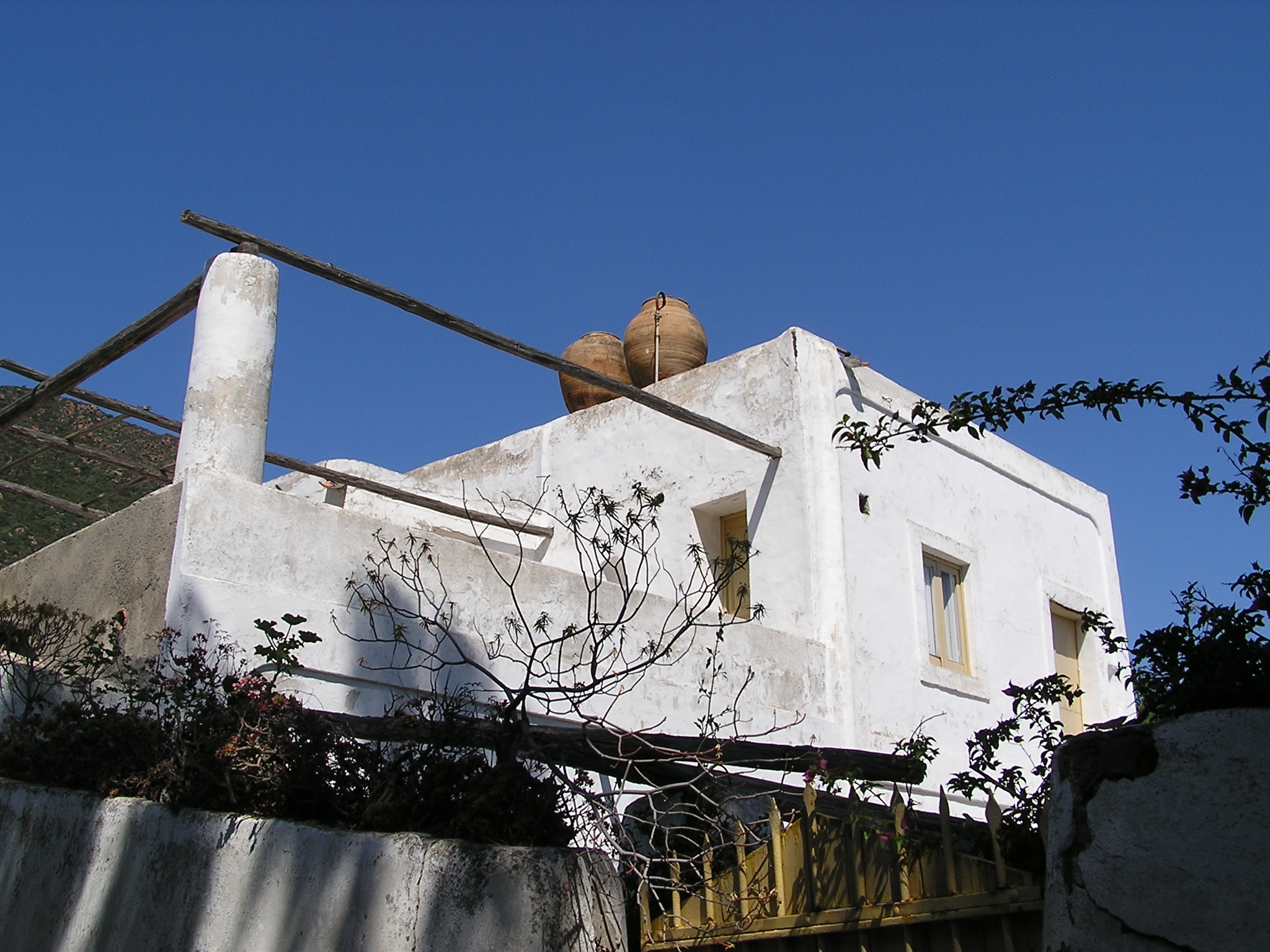
Casa eoliana. Se destaca la forma cúbica, el color blanco, la terraza (bagghiu) delimitada por la bisola y las columnas (pulera). La logia aparece aquí sin la cobertura que le permite hacer sombra. En el techo, dos anforas de recogida de aguas pluviales.

La arquitectura eoliana es la arquitectura tradicional que caracteriza a los edificios de las Islas Eolias, archipiélago italiano de Sicilia. Los edificios a los que se refiere este tipo de arquitectura mantenienen intactos al menos las principales características, y están hoy en día muy extendidos en el archipiélago, a pesar del desarrollo urbano y el turismo de las últimas décadas.

## Casa eoliana

### Elementos arquitectónicos

#### Furnu

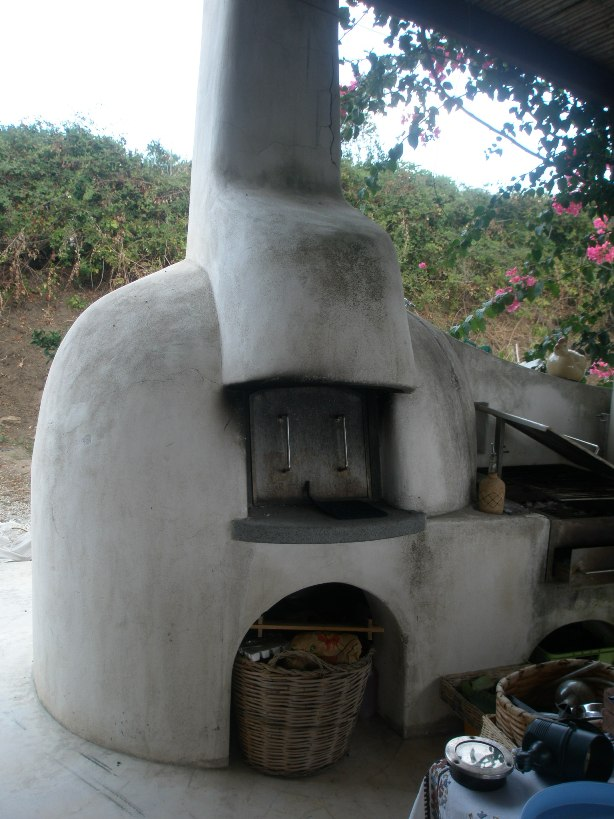
Horno eoliano

El horno, utilizado para cocer pan y pasteles, tiene forma de cúpula, situado a un lado de la terraza, por encima de una base utilizada para guardar la leña de arder.